# Canal de Karlberg
Le canal de Karlberg (en suédois : Karlbergskanalen) est un canal traversant le 
dans le centre-ouest de Stockholm en Suède.

## Géographie
Séparant l'île de Kungsholmen de la commune de Solna, au nord, il relie Ulvsundasjön à Karlbergssjön et forme ainsi la partie la plus occidentale de l'étendue d'eau qui sépare Kungsholmen des quartiers nord de Vasastaden et Norrmalm.
Le canal au nord et à l'est de Kungsholmen comprend également le lac Karlbergssjön, Barnhusviken et le Klara sjö.
Il existe actuellement quatre ponts sur le canal et ses différentes parties : Stadshusbron, Karlbergsbron, Kungsbron et Blekholmsbron (sv).
C'est le pont de l'Hôtel de Ville qui présente la hauteur libre la plus basse, soit 3,3 mètres.
Le plus imposant est le Karlbergsbron qui est traversé par l'Essingeleden.
Le canal de Karlberg est entouré d'arbres et d'espaces verts. Une grande partie du caractère de sa rive nord dépend du parc du château de Karlberg, situé à proximité, et de l'espace de loisirs qui l'entoure.
Le long de sa rive sud, un sentier mène jusqu'à l'hôtel de ville de Stockholm, à plus de 2 kilomètres.
Une partie des bâtiments résidentiels du quartier de Stadshagen est située à côté du canal, ainsi que des jardins familiaux et quelques bâtiments plus anciens, dont le petit mais charmant palais Mariedal, construit à l'origine comme résidence privée en 1849.

## Galerie

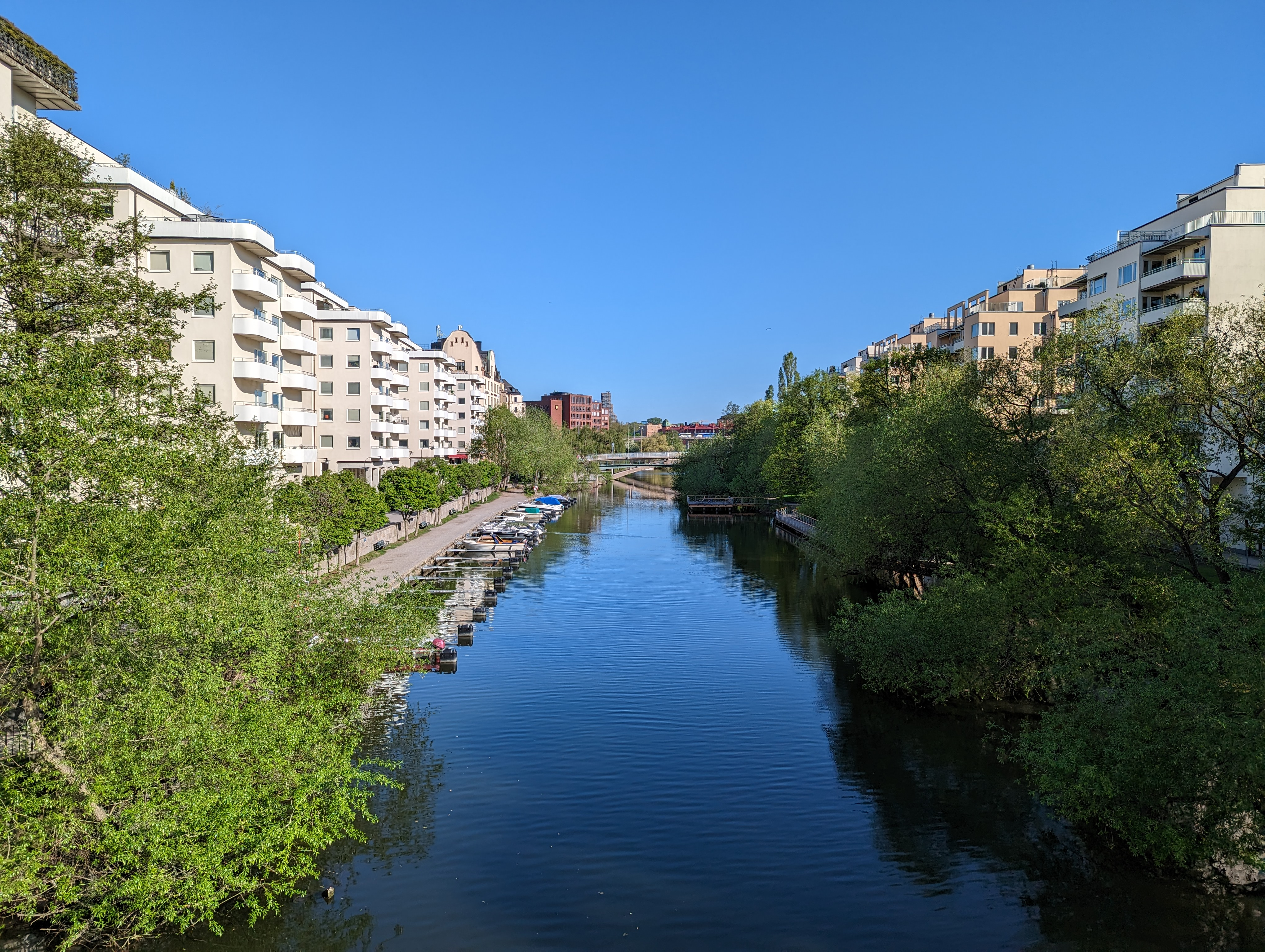
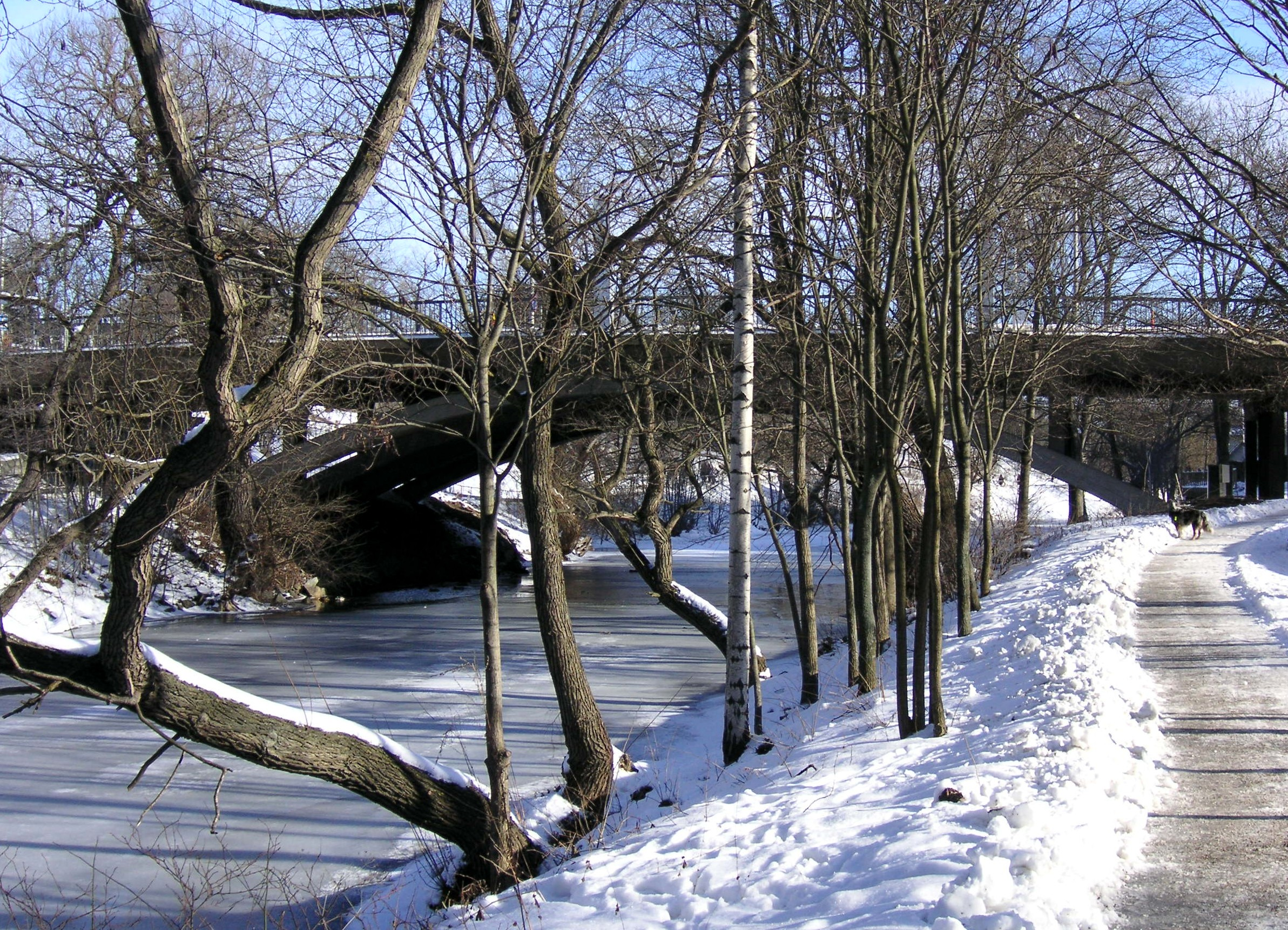
En hiver.
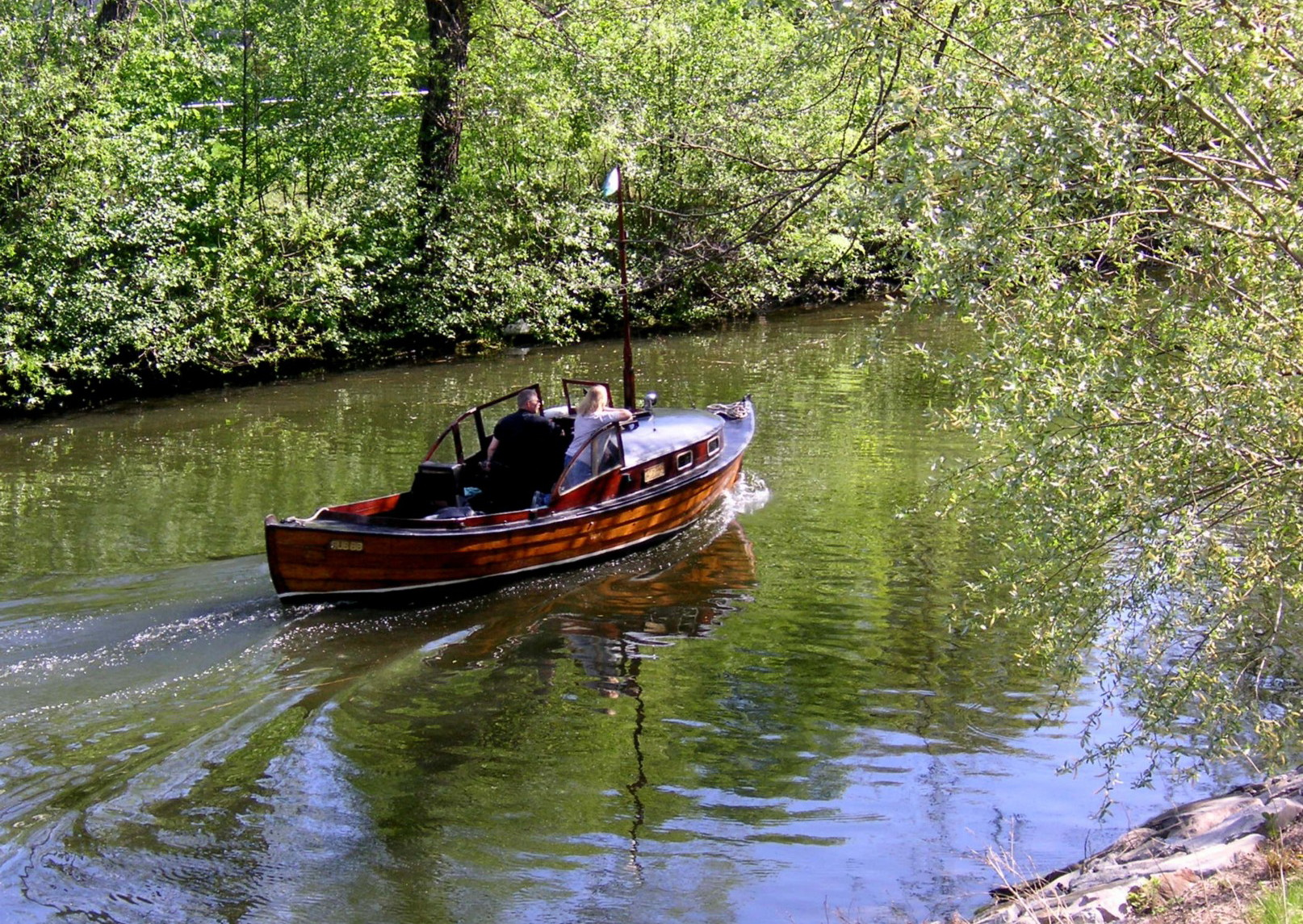
Au printemps.
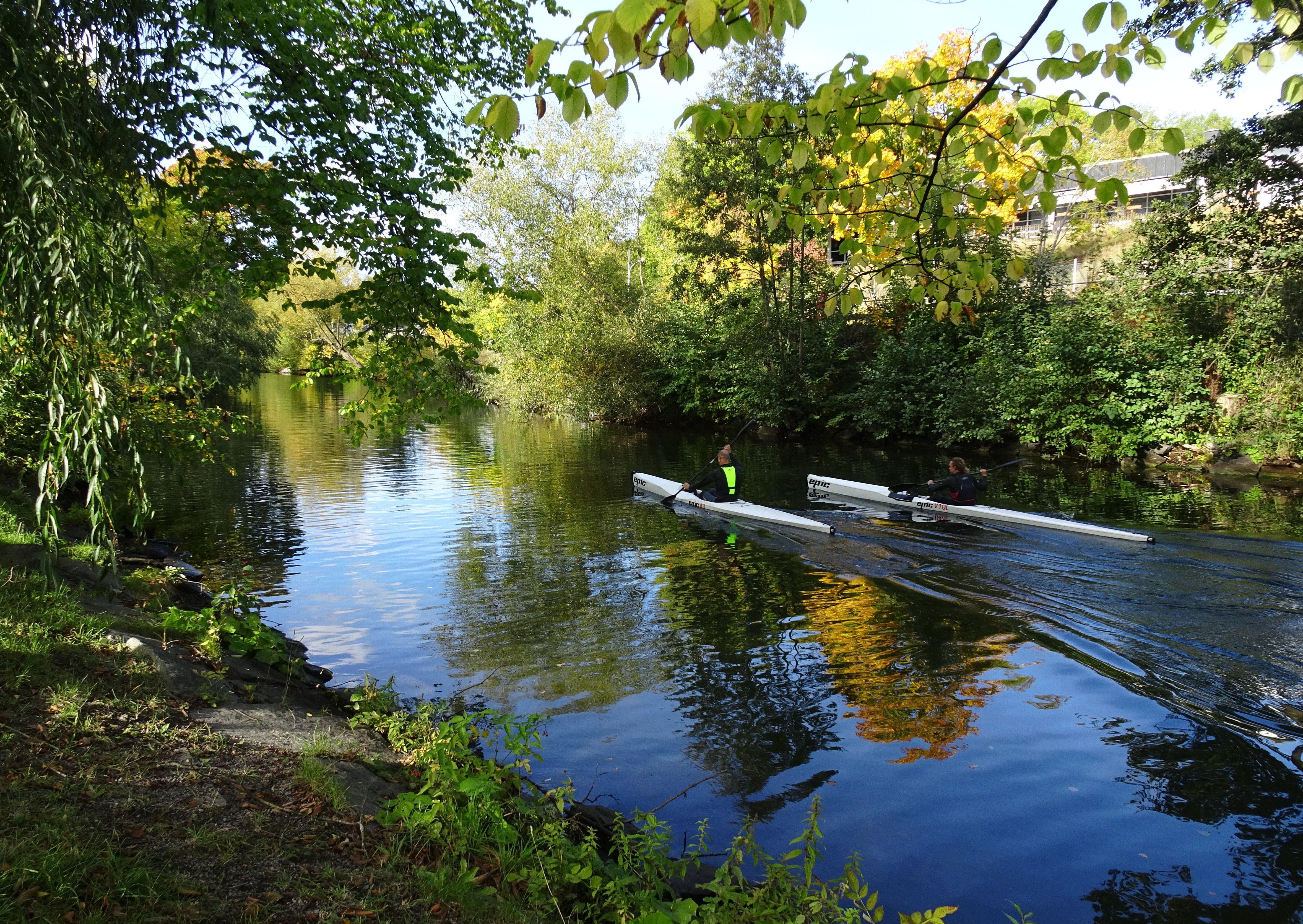
En automne.